# 405 př. n. l.

## Události
- bitva u Aigospotamoi (Kozích říček)

## Hlava státu
- Perská říše – Dareios II. (423 – 404 př. n. l.)
- Egypt – Dareios II. (423 – 404 př. n. l.)
- Bosporská říše – Satyrus (433 – 389 př. n. l.)
- Sparta – Pausaniás (409 – 395 př. n. l.) a Ágis II. (427 – 399 př. n. l.)
- Athény – Callias Angelides (406 – 405 př. n. l.) » Alexias (405 – 404 př. n. l.)
- Makedonie – Archeláos (413 – 399 př. n. l.)
- Epirus – Tharrhypas (430 – 392 př. n. l.)
- Odryská Thrácie – Amadocus I. (408 – 389 př. n. l.) a Seuthes II. (405 – 387 př. n. l.)
- Římská republika – tribunové T. Quinctius Capitolinus Barbatus, A. Manlius Vulso Capitolinus, Q. Quinctius Cincinnatus, Lucius Furius Medullinus, C. Iulius Iullus a M. Aemilius Mamercinus (405 př. n. l.)
- Syrakusy – Dionysius I. (405 – 367 př. n. l.)
- Kartágo – Himilco II. (406 – 396 př. n. l.)